# Gábor Delneky
Gábor László Delneky (* 29. Mai 1932 in Budapest; † 26. Oktober 2008 in Orlando, Florida) war ein ungarischer Säbelfechter.

## Leben
Gábor Delneky wurde mit der Mannschaft 1959 in Budapest Vizeweltmeister, zwei Jahre darauf gewann er in Turin mit dieser außerdem Bronze. Dazwischen nahm er an den Olympischen Spielen in Rom als Teil der ungarischen Säbel-Equipe am Mannschaftswettbewerb teil. Ungeschlagen erreichte er mit dieser den Finalkampf gegen Polen, der 9:7 für Ungarn endete, sodass Delneky gemeinsam mit Aladár Gerevich, Zoltán Horváth, Rudolf Kárpáti, Pál Kovács und Tamás Mendelényi Olympiasieger wurde. Zwischen 1955 und 1967 wurde er zudem achtmal ungarischer Mannschaftsmeister.
Delneky, der seine Eltern bereits im Kindesalter verlor, studierte Ingenieurwissenschaften und arbeitete anschließend in einem Ingenieurbüro. 1969 wanderte er über Italien in die Vereinigten Staaten aus, wo er einen Masterabschluss in Ingenieurwesen an der University of Wisconsin–Madison in Milwaukee erlangte und später auch die US-amerikanische Staatsbürgerschaft. Er starb 2008 im Alter von 76 Jahren in Orlando, Florida.